# Tang Lingsheng
Tang Lingsheng (n. 10 ianuarie 1971, Lingui District⁠(d), Guangxi, Republica Populară Chineză) este un halterofil ce a reprezentat Republica Populară Chineză, medaliat olimpic. A participat la o ediție a Jocurilor Olimpice (1996) în care a câștigat o medalie de aur.